# DCUN1D2
DCUN1D2 (англ. Defective in cullin neddylation 1 domain containing 2) — білок, який кодується однойменним геном, розташованим у людей на 13-й хромосомі. Довжина поліпептидного ланцюга білка становить 259 амінокислот, а молекулярна маса — 30 179.
| 10         |  | 20         |  | 30         |  | 40         |  | 50         |
| ---------- |  | ---------- |  | ---------- |  | ---------- |  | ---------- |
| MHKLKSSQKD |  | KVRQFMACTQ |  | AGERTAIYCL |  | TQNEWRLDEA |  | TDSFFQNPDS |
| LHRESMRNAV |  | DKKKLERLYG |  | RYKDPQDENK |  | IGVDGIQQFC |  | DDLSLDPASI |
| SVLVIAWKFR |  | AATQCEFSRK |  | EFLDGMTELG |  | CDSMEKLKAL |  | LPRLEQELKD |
| TAKFKDFYQF |  | TFTFAKNPGQ |  | KGLDLEMAVA |  | YWKLVLSGRF |  | KFLDLWNTFL |
| MEHHKRSIPR |  | DTWNLLLDFG |  | NMIADDMSNY |  | DEEGAWPVLI |  | DDFVEYARPV |
| VTGGKRSLF  |  |            |  |            |  |            |  |            |

A: Аланін

C: Цистеїн

D: Аспарагінова кислота

E: Глутамінова кислота

F: Фенілаланін

G: Гліцин

H: Гістидин

I: Ізолейцин

K: Лізин

L: Лейцин

M: Метіонін

N: Аспарагін

P: Пролін

Q: Глутамін

R: Аргінін

S: Серин

T: Треонін

V: Валін

W: Триптофан

Кодований геном білок за функцією належить до фосфопротеїнів.
Задіяний у таких біологічних процесах, як убіквітинування білків, альтернативний сплайсинг.